# Streymoy
Streymoy [ˈstɹɛimɔi]/[ˈstɹɛimɪ] (dänisch: Strømø, deutsche Bedeutung: Strömungsinsel oder Strominsel) ist die Hauptinsel der Färöer im Nordatlantik. Im Süden an der Ostküste liegt die Hauptstadt Tórshavn.

## Geographie
Der Name Streymoy rührt von dem Umstand her, dass die lange Meerenge Sundini zwischen Streymoy und der großen Nachbarinsel Eysturoy eine starke Strömung aufweist (bis zu 12 Knoten), die zudem regelmäßig mit den Gezeiten die Richtung ändert.
Die Region Streymoy beinhaltet die kleinen Inseln Nólsoy, Hestur und Koltur, die am 1. Januar 2005 in die Kommune Tórshavn eingegliedert wurden. Allgemein wird diese Kommune auch als eine eigene Region, Südstreymoy, angesehen, während der Rest der Insel die Region Nordstreymoy bildet.
Zweitgrößter Ort neben Tórshavn ist Vestmanna an der Westküste der Insel. Bedeutende Sehenswürdigkeiten außerhalb der Landeshauptstadt befinden sich in Kirkjubøur (ehemaliger Bischofssitz), Saksun (Sandstrand, historischer Bauernhof) und Tjørnuvík (Sandstrand, Ausblick auf Risin und Kellingin).
Weitere Orte sind Velbastaður mit Blick auf Koltur, Syðradalur, Norðradalur, Skælingur, Leynar (Badestrand) und Kvívík (Wikingerhäuser) an der Westküste.
Südlich von Tjørnuvík folgen im Sundalag Haldórsvík (oktogonale Kirche), Langasandur, Streymnes, Hvalvík (alte färöische Holzkirche am Wald Viðarlundin í Hvalvík), við Áir (alte Walfangstation), Hósvík, Kollafjørður, Mjørkadalur (Dänischer Militärstützpunkt), Kaldbak, Kaldbaksbotnur und Hvítanes.
Im Süden wird die Insel durch den Skopunarfjørður von Sandoy und dem Süden des Landes getrennt. Der Hestsfjørður trennt Streymoy von Hestur und Koltur. Nördlich davon beginnt der Vágafjørður, und dann der Vestmannasund, der Streymoy von Vágar trennt. Der nördliche Abschnitt der Westküste liegt zum offenen Nordatlantik hin und wird durch die mächtigen Kliffs der Vestmannabjørgini geprägt.
An der Nordküste befindet sich die markante Klippe Stakkur, zu der es eine kleine Seilbahn gibt, um dort Schafe auszusetzen.
Die flacher abfallende Ostküste ist beinahe vollständig erschlossen. Das Gebiet des Sundalag ist die Region am Sundini mit Siedlungen auf beiden Seiten der Meerenge. Die südlich anschließende breitere Meerenge wird Tangafjørður genannt. Zwei Fjorde schneiden sich in den südlichen Teil der Ostküste: Der Kollafjørður und der Kaldbaksfjørður.
Der Nólsoyarfjørður schließlich, trennt Tórshavn von der vorgelagerten Insel Nólsoy, auf die man ständig einen Blick hat, wenn man in der Hauptstadt ist.
Größter natürlicher See auf Streymoy mit 18 ha Wasseroberfläche ist Leynavatn bei Leynar.
Neben der höchsten Erhebung, dem 789 m hohen Kopsenni, sind noch der nördlichste Gipfel von Streymoy, das 564 m hohe Kap Mýlingur, sowie der 749 m hohe Sornfelli mit der gleichnamigen Hochebene nahe Kollafjørður erwähnenswert. Die NATO-Radarstation im Gipfelbereich aus den Tagen des Kalten Krieges ist seit einigen Jahren stillgelegt. Seit 1999 wird auf der Hochebene in 725 m Höhe eine Wetterstation betrieben.

## Verkehrsanbindung
Alle Orte Streymoys sind an das Straßennetz angebunden, zuletzt bekam Syðradalur an der Westküste 1982 den lange ersehnten Anschluss. Schon seit 1973 gab es die Autobrücke über den Sundini nach Eysturoy, die gerne (scherzhaft) einzige Autobrücke über den Atlantik genannt wird. Seit etwa 2005 existieren konkrete Pläne, einen unterseeischen Tunnel von Tórshavn nach Eysturoy zu bauen.
Seit 2002 existiert der Vágartunnel zum Flughafen Vágar auf der gleichnamigen Nachbarinsel im Westen. Im Dezember 2023 wurde mit dem Sandoyartunnilin die südliche Nachbarinsel Sandoy angebunden. Zuvor wurde der Verkehr nach Sandoy mit einer Fährverbindung von Gamlarætt aus abgewickelt, einem 1992 eröffneten Hafen, der auch Hestur bedient und die alte Passage von Tórshavn erheblich verkürzte.
Von Tórshavn Havn verkehren im färöischen Regionalverkehr heute nur noch die Personenfähre zur vorgelagerten Insel Nólsoy und die große Autofähre Smyril zur Südinsel Suðuroy. Internationale Seeanbindung genießt Streymoy durch die Norröna, die einmal wöchentlich von Tórshavn nach Dänemark (Hirtshals) und Island (Seyðisfjörður) fährt.
Linienbusse verbinden Tórshavn mit dem Flughafen Vágar und den anderen Orten auf Streymoy.
Atlantic Airways bietet einen Hubschrauber-Liniendienst von Tórshavn zu den entlegensten Orten des Archipels an.